# Белен (Параиба)
Белен (порт. Belém) — муниципалитет в Бразилии, входит в штат Параиба. Составная часть мезорегиона Сельскохозяйственный район штата Параиба. Входит в экономико-статистический микрорегион Гуарабира. Население составляет 17 173 человека на 2007 год. Занимает площадь 100,143 км². Плотность населения — 171,7 чел./км².
Праздник города — 6 сентября.

## История
Город основан в 1957 году.

## Статистика
- Валовой внутренний продукт на 2004 год составляет 46 240 656,00 реалов (данные: Бразильский институт географии и статистики).
- Валовой внутренний продукт на душу населения на 2004 год составляет 2704,45 реалов (данные: Бразильский институт географии и статистики).
- Индекс развития человеческого потенциала на 2000 год составляет 0,595 (данные: Программа развития ООН).

## География
Климат местности: тропический. В соответствии с классификацией Кёппена, климат относится к категории As'.

## Галерея
- Собор
- Вокзал
- Собор